# Scopula haeretica
Scopula haeretica là một loài bướm đêm trong họ Geometridae.